# 1852 v loďstvech
Tento článek obsahuje významné události v oblasti loďstev v roce 1852.

## Lodě vstoupivší do služby
- 1. května –  Le Napoléon – dvojpalubník s parním pohonem
- 2. září –  USS Powhatan – fregata